# Natalie Osman
Natalie Laura Osman (Riverside, 18 novembre 1989) è una wrestler statunitense.

## Carriera

### Circuito indipendente
Osman inizia ad allenarsi con Josh Selby. Dopo alcune sessioni di allenamento con i Ballard Brothers e Van Ayasit debutta nel febbraio 2009. Lotta per numerose promotion, fra le quali la National Wrestling Alliance, Alternative Wrestling Show, Pro Wrestling Bushido, Mach One Wrestling, Big Time Wrestling, Vendetta Pro Wrestling, Pro Wrestling Destination, Insane Wrestling League and Empire Wrestling Federation.
Debutta per la Shimmer Women Athletes come parte della divisione SPARKLE, facendo squadra con Bonesaw e She Nay Nay sconfiggendo Kimberly Maddox, Su Yung e Veda Scott. Il giorno dopo, però, fa coppia con December ricevendo una sconfitta per mano di Kimberly Maddox e Jett Riley.

### WWE

#### Florida Championship Wrestling (2012)
A inizio 2012, Osman lotta alcuni tryout match prima di Raw e SmackDown contro AJ. Successivamente, sigla un contratto con la WWE e viene mandata in Florida Championship Wrestling per allenarsi, dove debutta il 20 giugno in un Bikini Contest. Il 14 luglio 2012, partecipa ad un altro Bikini Contest. Il giorno dopo, debutta anche sul ring, in coppia con Sofia Cortez perdendo contro Audrey Marie e Caylee Turner. Il giorno dopo ancora, perde di nuovo stavolta insieme a Paige, contro Caylee Turner e Sofia Cortez. Al Melbourne Show, partecipa ad un Dance Off insieme a Colin Cassady e A.W., ma i tre vengono sconfitti da Jason Jordan e CJ Parker. Il 19 luglio, fa coppia con Summer Rae, sconfiggendo e ottenendo così la sua prima vittoria in FCW, Sofia Cortez e Paige. Il 1º agosto, a Bull Bash VI, Natalie prende parte ad una Battle Royal, non riuscendo a vincerla.

#### NXT e licenziamento (2012)
Con la chiusura della FCW viene spostata insieme a tutti i talenti della federazione di sviluppo ad NXT. Il 10 agosto, prende il ring name ufficiale Skyler Moon. Ai taping di NXT del 16 agosto, fa coppia con Raquel Diaz battendo Paige ed Emma. Il 17 agosto ad un NXT House show fa coppia con Paige, perdendo contro Emma e Audrey Marie. Il 19 agosto ad un altro NXT House show vince un triple treat match battendo Emma ed Audrey Marie. È stato riportato che la lottatrice è stata controllata in una clinica di riabilitazione della WWE per disturbi alimentari.
L'11 gennaio 2013 viene svincolata dalla compagnia.

## Personaggio

### Mosse finali
- Buggysteiner (Frankensteiner)
- Buggy Bulldog (Bulldog)

### Musiche d'ingresso
- "King of the World" by Porcelain and the Tramps

## Titoli e riconoscimenti
Pro Wrestling Destination
- PWD Women's Championship (1)